# Pjotr Dmitrijewitsch Baranowski

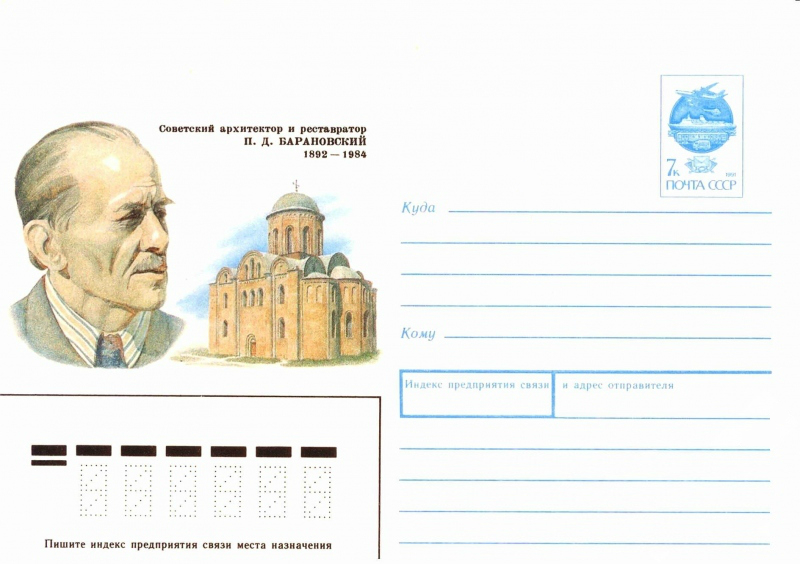
Baranowski gewidmeter Briefumschlag von 1992

Pjotr Dmitrijewitsch Baranowski (russisch Пётр Дми́триевич Барано́вский; * 28. Januarjul. / 9. Februar 1892greg. in Schuiskoje bei Wjasma; † 12. Juni 1984 in Moskau) war ein russischer Architekt und Restaurator.

## Leben
Baranowski entstammte einer Bauernfamilie. Er studierte in Moskau Architektur und erhielt 1912 die Lizenz zum Errichten von Gebäuden sowie die Medaille der Moskauer Archäologischen Gesellschaft für die Restaurierung des Dreifaltigkeitsklosters Boldino bei Dorogobusch. Er arbeitete nun an Eisenbahn- und Industriebauten mit. Bei Beginn des Ersten Weltkrieges wurde er zur Armee eingezogen und diente als Militär-Ingenieur.
Nach der Oktoberrevolution erwarb er 1918 ein zweites Diplom für Kunstwissenschaft und wurde Dozent an der Universität Moskau. Im gleichen Jahr restaurierte er die Gebäude des Erlöser-Verklärungs-Klosters in Jaroslawl sowie die dortige St. Peter-und-Paul-Kirche und den Metropolitenpalast, die im Russischen Bürgerkrieg während des Aufstands von Jaroslawl und dessen Niederschlagung durch die Rote Armee beschädigt worden waren. 1921 begann er die erste (von zehn) Expedition in den russischen Norden. Während seines Lebens erforschte er Hunderte von Objekten der nationalen Architektur vom Weißen Meer bis Aserbaidschan.
1923 gelang es Baranowski, das Dreifaltigkeitskloster Boldino bei Dorogobusch als Filiale des Museums von Dorogobusch anerkannt zu bekommen. Er und seine Helfer sammelten die Reste der umliegenden zerstörten Kirchen und brachten die Sammlung des geschlossenen Museums von Jelnja nach Boldino, sodass die Kirchenkultur im russisch-litauischen Grenzland am oberen Dnepr dargestellt wurde. Im Hinblick auf seine unsichere Situation ließ er den Fotografen Michail Pogodin (Enkel des Historikers M. P. Pogodin) 1928–1929 das Kloster und die Sammlung dokumentieren. 1929 wurde das Museum aufgelöst, und die Sammlung und die meisten Fotografien sind verschollen. Die Gebäude wurden während des Deutsch-Sowjetischen Krieges 1943 von der Wehrmacht als Vergeltung für örtlichen Widerstand zerstört.
1924 erreichte Baranowski, dass die ehemalige Zarenresidenz Kolomenskoje ein Museum der nationalen Kultur wurde, und er wurde der erste Direktor dieses Museums. 1927–1933 sammelte er Objekte der Holzbaukunst, um sie in Kolomenskoje für die Nachwelt zu erhalten, insbesondere das Haus Peters I. aus Archangelsk, den Mochowaja-Turm aus Sumski Ostrog bei Belomorsk und ein Wirtschaftsgebäude aus Preobraschenskoje (Moskau). Er gründete in Kolomenskoje eine eigene Restaurationsschule. Einer seiner Schüler und Nachfolger war Lew Arturowitsch Dawid.
Ende der 1920er Jahre während des Höhepunktes der Antireligiösen Kampagne restaurierte Baranowski die Kasaner Kathedrale an der Nordecke des Roten Platzes in Moskau, die bereits 1918 geschlossen worden war und seitdem verfiel.
Im Laufe seiner Tätigkeit dokumentierte Baranowski Kirchen, die für den Abriss vorgesehen waren. So war er der letzte Besucher des Tschudow-Klosters im Moskauer Kreml das 1929 abgerissen wurde und aus dem er nur die Reliquie des Metropoliten Alexej Biakont mitnehmen konnte.
1930 wurde der Direktor Semjon Busanow des Boldino-Museums verhaftet (er starb im Lager), der Direktor des Museums von Dorogobusch floh, und Pogodin wurde als Klassenfeind eliminiert. Baranowski wurde zunächst nur streng verwarnt, doch 1933 wurde er verhaftet und zu drei Jahren Lagerhaft in Mariinsk verurteilt. Dort wurde er bald Assistent der Lagerleitung für Bausachen. So projektierte er auch ein Gebäude für ein Landwirtschaftsmuseum. Nach seiner Entlassung ließ er sich aufgrund seiner Aufenthaltsbeschränkung in Alexandrow nieder. Er wurde Architekt-Restaurator des lokalen Museums, das gerade eine Filiale des Staatlichen Historischen Museums in Moskau geworden war. Dort erforschte er den Alexandrower Kreml. Die von ihm restaurierte Kasaner Kathedrale in Moskau wurde 1936 abgebrochen. Allerdings konnte er den geplanten Abbruch der Moskauer Basilius-Kathedrale verhindern.
1947 hielt Baranowski im Kunsthistorischen Institut der Akademie der Wissenschaften der UdSSR einen Vortrag Über die Zeit und den Ort der Bestattung Andrei Rubljows. In seinem Vortrag stellte er den Fund einer Kopie (von Gerhard Friedrich Müller im 18. Jahrhundert angefertigt) einer fragmentarischen Inschrift im Moskauer Andronikow-Kloster vor und den von ihm rekonstruierten Text. Dieser Fund zeigte auch die große Bedeutung der Erhaltung des Klosters, das schon teilweise abgebrochen war. Zusammen mit Igor Emmanuilowitsch Grabar drängte Baranowski auf dem Aufbau eines Museums der altrussischen Kunst auf der Basis dieses Klosters. Beschlossen wurde das Museum 1947, aber erst 1960 eröffnet. In den 1960er Jahren restaurierte er die St. Peter-und-Paul-Kirche in Smolensk.
Baranowski wurde zusammen mit seiner Frau Marija Jurewna auf dem Friedhof des Donskoi-Klosters in Moskau begraben.

## Ehrungen
- Verdienter Künstler der RSFSR

## Werke

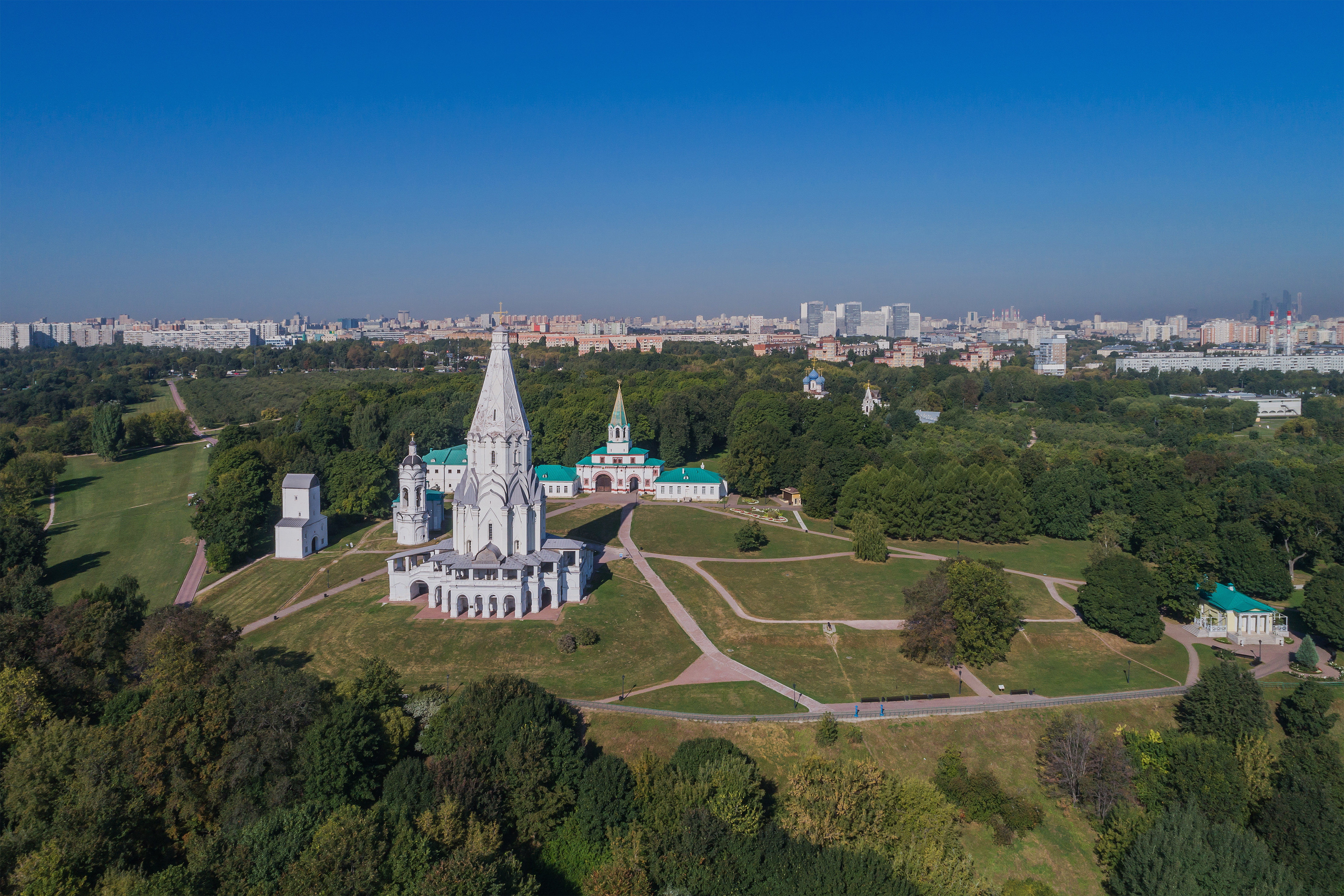
Kolomenskoje
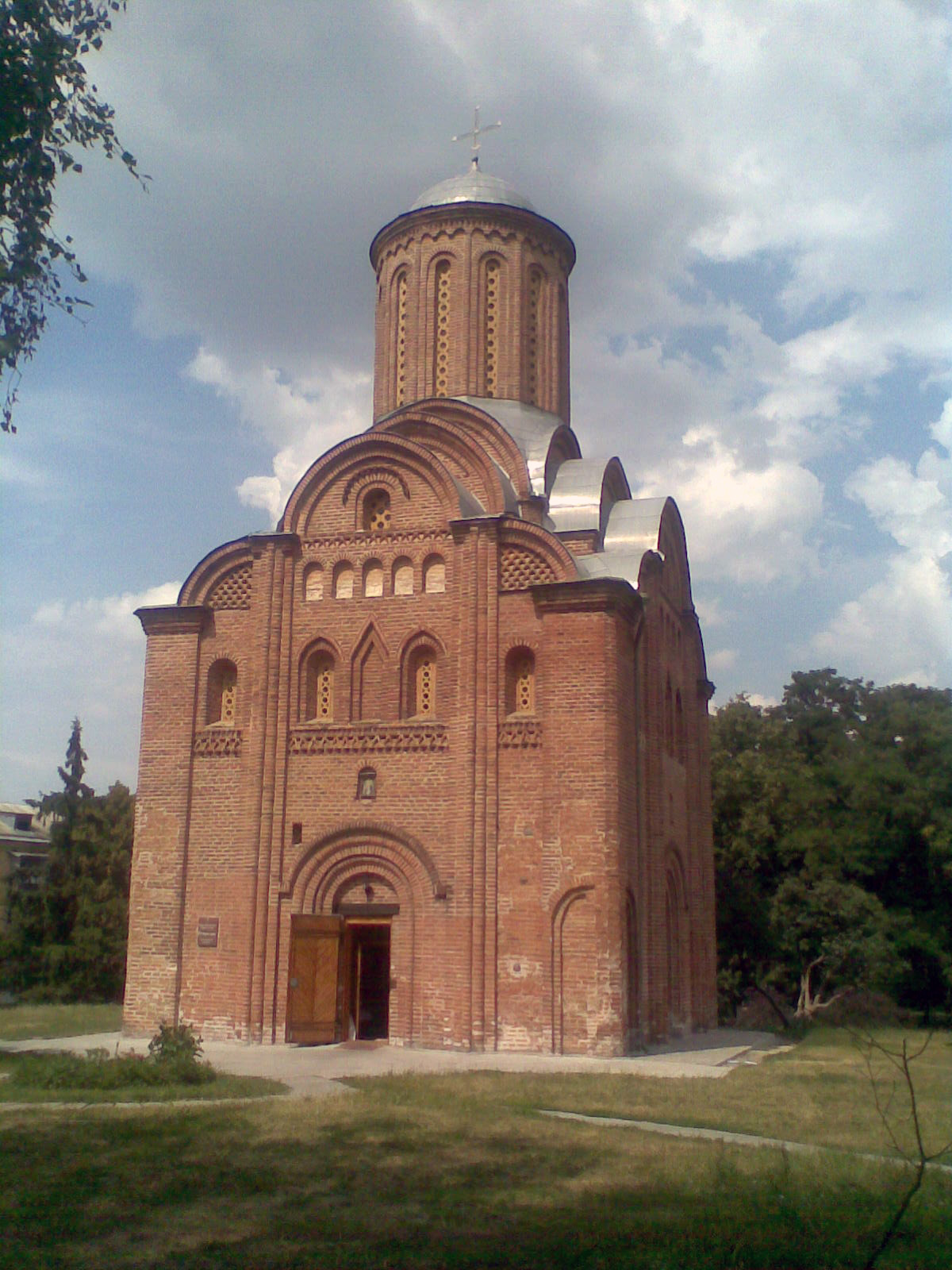
Karfreitagskirche in Tschernigow
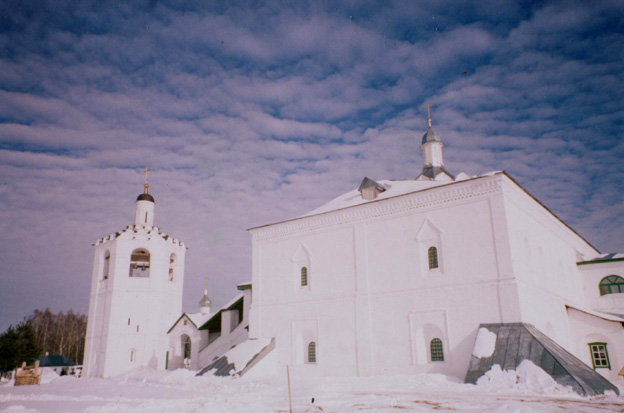
Dreifaltigkeitskloster Boldino bei Dorogobusch
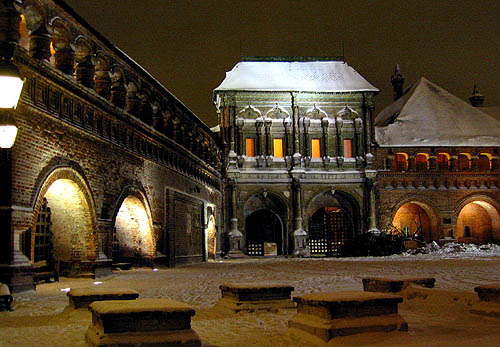
Krutizy-Palast in Moskau